# Suidae
I suidi (Suidae) sono la famiglia alla quale appartengono i maiali e i loro parenti. Attualmente sono riconosciute al massimo sedici specie viventi all'interno di questa famiglia, inclusi il maiale domestico e il cinghiale comune (entrambi appartenenti alla specie Sus scrofa). Queste specie sono classificate in cinque (o, secondo altri autori, fino ad otto) generi. Oltre alle numerose specie di "maiali" selvatici (cinghiali e simili), la famiglia include il babirussa (Babyrousa babyrussa) e il facocero (gen. Phacochoerus).

## Tassonomia
La lista completa delle specie, secondo la classificazione tradizionale, è la seguente:
- Suidae
  - Sottofamiglia †Cainochoerinae
    - Genere †Albanohyus
    - Genere †Cainochoerus

  - Sottofamiglia †Hyotheriinae
    - Genere †Aureliachoerus
    - Genere †Chicochoerus
    - Genere †Hyotherium
    - Genere †Nguruwe
    - Genere †Xenohyus

  - Sottofamiglia †Listriodontinae
    - Tribù †Kubanochoerini
      - Genere †Kubanochoerus

    - Tribù †Listriodontini
      - Genere †Bunolistriodon
      - Genere †Eurolistriodon
      - Genere †Listriodon

    - Tribù †Namachoerini
      - Genere †Lopholistriodon
      - Genere †Namachoerus

    - Tribù incertae sedis
      - Genere †Dicoryphochoerus

  - Sottofamiglia Suinae
    - Tribù Babyrousini
      - Genere Babyrousa (Pleistocene fino ad oggi)
        - Specie Babyrousa babyrussa
        - Specie †Babyrousa bolabatuensis
        - Specie Babyrousa celebensis
        - Specie Babyrousa togeanensis

    - Tribù †Hippohyini
      - Genere †Hippohyus
      - Genere †Sinohyus
      - Genere †Sivahyus

    - Tribù Potamochoerini
      - Genere †Celebochoerus
      - Genere Hylochoerus
        - Specie Hylochoerus meinertzhageni

      - Genere †Kolpochoerus
      - Genere Potamochoerus
        - Specie Potamochoerus larvatus
        - Specie Potamochoerus porcus

      - Genere †Propotamochoerus

    - Tribù Suini
      - Genere †Eumaiochoerus
      - Genere †Hippopotamodon
      - Genere †Korynochoerus
      - Genere †Microstonyx
      - Genere Sus
        - Specie Sus ahoenobarbus
        - Specie Sus barbatus
        - Specie Sus bucculentus
        - Specie Sus cebifrons
        - Specie Sus celebensis
        - Specie Sus heureni
        - Specie Sus oliveri
        - Specie Sus philippensis
        - Specie Sus scrofa
        - Specie Sus verrucosus
        - Specie †Sus strozzi

      - Genere Porcula
        - Specie Porcula salvania

    - Tribù Phacochoerini
      - Genere †Metridiochoerus
      - Genere Phacochoerus
        - Specie Phacochoerus aethiopicus
        - Specie Phacochoerus africanus

      - Genere †Potamochoeroides
      - Genere †Stylochoerus

  - Sottofamiglia †Tetraconodontinae
    - Genere †Conohyus
    - Genere †Notochoerus
    - Genere †Nyanzachoerus
    - Genere †Parachleuastochoerus
    - Genere †Sivachoerus
    - Genere †Tetraconodon

  - Sottofamiglia incertae sedis
    - Genere †Chleuastochoerus
    - Genere †Hemichoerus
    - Genere †Hyosus
    - Genere †Kenyasus
    - Genere †Schizochoerus
    - Genere †Sinapriculus

## Caratteristiche
Questi animali di media taglia sono di solito robusti e il loro corpo è a forma di botte. La pelle è solitamente spessa e poco pelosa. Testa e corpo, insieme, variano da 50 centimetri a 2 metri di lunghezza e il peso di un adulto può raggiungere i 350 chilogrammi. Gli occhi sono solitamente piccoli e posti indietro sul cranio, e le orecchie sono piccole e appuntite. Il cranio è lungo e ha un profilo piatto. Una delle caratteristiche più notevoli dei suidi è il muso, molto mobile, con un disco cartilagineo al termine delle narici. Questa struttura è sostenuta da un osso prenasale posto sotto le ossa nasali. I canini crescono fino a formare grandi zanne ricurve verso l'infuori; queste zanne sono a crescita continua. Le sole dita ad essere funzionali per la locomozione sono le due centrali, dotate di unghioni.

## Biologia
I suidi sono onnivori, e la loro dieta include funghi, foglie, radici, bulbi, tuberi, frutti, lumache, vermi, piccoli vertebrati, uova e carogne. Essi usano il loro muso muscoloso e flessibile e le zampe anteriori per scavare nel terreno. 
Lo stomaco è formato da una camera che superiormente presenta il diverticolo gastrico. La maggior parte delle specie è gregaria. 

## Luoghi comuni
Un luogo comune sui maiali è quello che li vede mangiare oltre il necessario, ma è falso. 
Altro luogo comune, questa volta veritiero, è l'apprezzamento di questi animali per i bagni di fango.

## Domesticazione
I maiali e i cinghiali sono stati introdotti dall'uomo in un gran numero di luoghi. In alcune aree hanno causato notevoli danni all'ambiente a causa della loro costante ricerca di cibo, e in altre hanno portato alcune malattie che possono essere trasmesse agli animali domestici e alle persone.

## Distribuzione
I suidi, storicamente, erano presenti in tutta l'Eurasia, fino alle Filippine, e in Africa. Gli uomini hanno introdotto Sus scrofa, dal quale è derivato il maiale domestico, in molti luoghi del pianeta, tra cui il Nordamerica, la Nuova Zelanda e la Nuova Guinea.

## Evoluzione

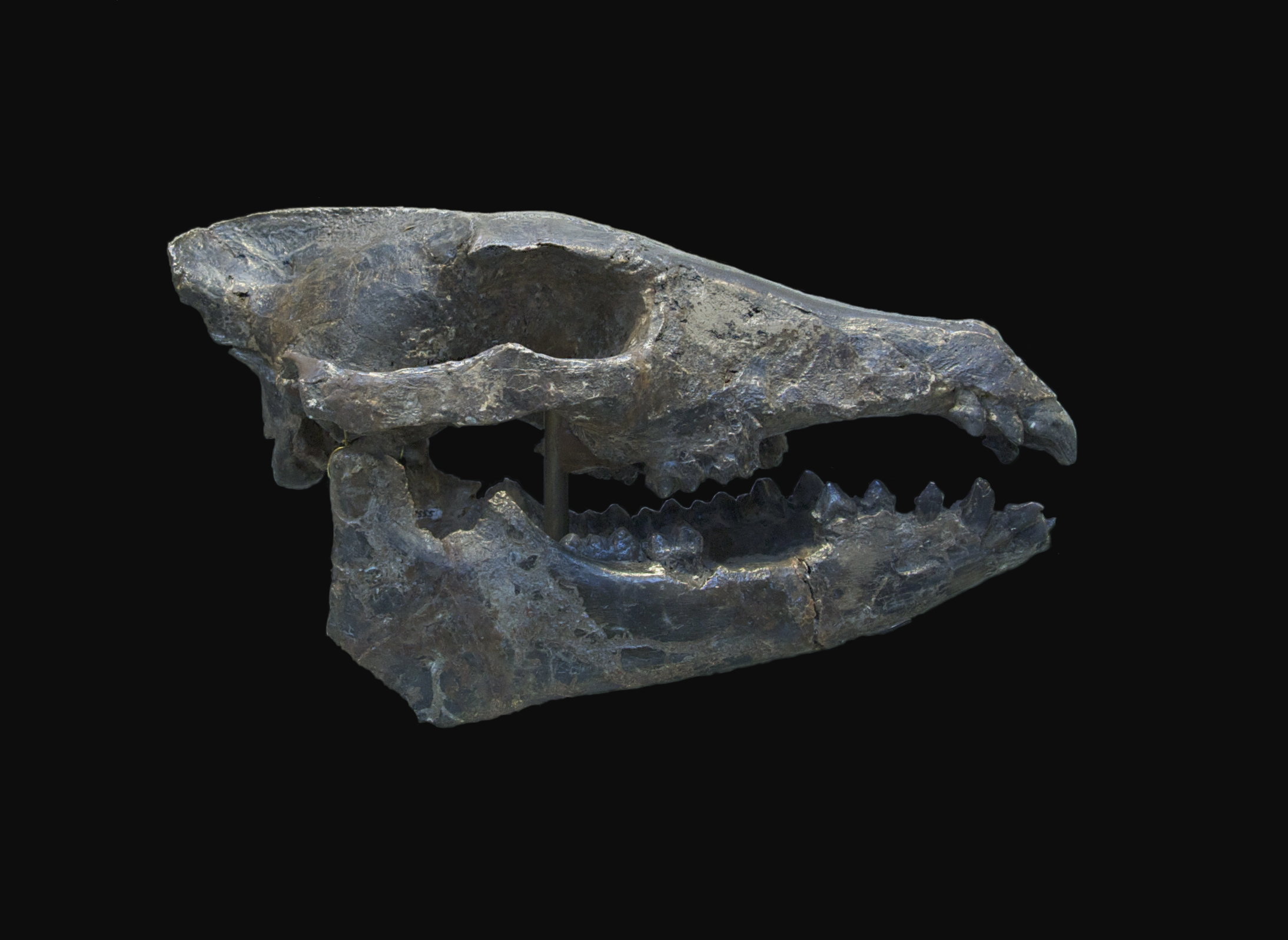
Cranio di Hyotherium major

I suidi sono una famiglia di artiodattili poco specializzata (non sono ruminanti) ma di grande successo evolutivo. Questi animali, evolutisi da forme di artiodattili molto primitive dell'Eocene (famiglie Raoellidae e Choeropotamidae) sono infatti comparsi verso l'Oligocene inferiore, circa 33 milioni di anni fa, in Europa (gen. Palaeochoerus). Da queste forme di taglia ridotta, nel corso dell'Oligocene e del Miocene si sono evolute numerose specie più grandi e con diverse caratteristiche, che ben presto invasero l'Africa e l'Asia. Tra i gruppi principali, da ricordare le sottofamiglie dei Tetraconodontinae e in particolare degli Hyotheriinae, il cui genere principale, Hyotherium, è molto conosciuto allo stato fossile per tutto il Miocene di Asia ed Europa. Altro suide importante del Miocene medio è Listriodon, simile a un cinghiale ma con una dentatura simile a quella di un tapiro. Infine, nel Miocene visse anche lo strano Kubanochoerus, un grande animale dotato di un corno frontale.
I veri suini (Suinae) apparvero nel Miocene medio (gen. Propotamochoerus e Microstonyx), e si differenziarono ben presto soprattutto in Africa, dove dettero vita a una moltitudine di forme: tra le più note Kolpochoerus, imparentato con il moderno ilochero, e Metridiochoerus, simile al facocero. Al termine del Pleistocene, molte di queste forme scomparvero; i resti della grande radiazione africana sono il facocero, l'ilochero ed il potamochero.